# Lachnocnema exiguus
Lachnocnema exiguus är en fjärilsart som beskrevs av Holland 1890. Lachnocnema exiguus ingår i släktet Lachnocnema och familjen juvelvingar. Inga underarter finns listade i Catalogue of Life.